# Stadion ŁKS
Het Stadion ŁKS is een multifunctioneel stadion in de Poolse stad Łódź, dat ook wel bekend is onder de naam Stadion Miejski w Łodzi. De huidige capaciteit bedraagt 18.029 toeschouwers.
Het bouwwerk doet vooral dienst als voetbalstadion en is de thuishaven van de Poolse voetbalclub ŁKS Łódź, dat uitkomt in de op een na hoogste divisie van het Poolse betaalde voetbal. Het complex werd geopend in 1925. Het bezoekersrecord staat op 45 000, gevestigd op 21 augustus 1971 tijdens het duel tussen ŁKS Łódź en Polonia Bytom (0-0). Het stadion is in de 20ste eeuw zes keer gerenoveerd.

## Interlands
Het stadion werd in juni 2022 tweemaal gebruikt door de Oekraïense nationale voetbalploeg, dat door de Russische invasie niet in eigen land kon spelen.
| 1 | 11 juni 2022 | Oekraïne – Armenië | 3 – 0 | UEFA Nations League | 12.503 |
| 2 | 14 juni 2022 | Oekraïne – Ierland | 1 – 1 | UEFA Nations League | 10.641 |